# Tipula (Eumicrotipula) cristata
Tipula (Eumicrotipula) cristata is een tweevleugelige uit de familie langpootmuggen (Tipulidae). De soort komt voor in het Neotropisch gebied.